# گروه‌های تقارن در کاشیکاری ایرانی
از طریق نظریه گروه‌ها ثابت می‌شود که تنها با ۱۷ روش مختلف می‌توان صفحه‌ای از تکرار طرحی ایجاد کرد. این ۱۷ گروه را گروه‌های تقارنی می‌نامند. تقریباً تمامی این گروه‌های تقارنی در کاشیکاری ایرانی دیده شده‌اند.
مجموعهٔ کاملی از آنها در سری کتاب‌های کاشیکاری ایرانی، طرح و اجرا، نوشته محمود ماهرالنقش آورده شده‌است. این گروه‌ها به نام گروه‌ها ی کاغذدیواری معروف شده‌اند، علت این موضوع هم کاربرد این گروه‌ها در ایجاد طرح‌های متفاوت کاغذهای دیواری است. در صورتی که در زمانی بسیار قبل‌تر از هر کاغذدیواری در ممالک غربی این طرح‌ها و ۱۷ روش مختلف (دانسته یا ندانسته) در کاشیکاری ایرانی به کار رفته‌اند.